# Leptapoderus rubidus
Leptapoderus rubidus es una especie de coleóptero de la familia Attelabidae.

## Distribución geográfica
Habita en la China, Rusia, Japón y Corea.